# Concha nasal
Concha nasal (ou sistema turbinado) é uma protuberância óssea na parede lateral da fossa nasal. As conchas nasais estão localizadas lateralmente nas cavidades nasais, curvando-se medialmente e para baixo em direção à via respiratória nasal, tem como função fazer o ar rotacionar, cada par é composto por uma concha nasal de cada lado da cavidade nasal, dividas pelo septo nasal. Os três pares, com seus componentes esquerdo e direito, são:
- Concha nasal superior (parte do osso etmóide);
- Concha nasal média (parte do osso etmóide);
- Concha nasal inferior.